# Scopula erinaria
Scopula erinaria är en fjärilsart som beskrevs av Swinhoe 1904. Scopula erinaria ingår i släktet Scopula och familjen mätare. Inga underarter finns listade.